# Reunion Island Challenger 1994
Il Reunion Island Challenger 1994 è stato un torneo di tennis facente parte della categoria ATP Challenger Series nell'ambito dell'ATP Challenger Series 1994. Il torneo si è giocato a Riunione in Francia dal 10 al 16 ottobre 1994 su campi in cemento.

## Vincitori

### Singolare
Laurence Tieleman ha battuto in finale  Paul Wekesa con il punteggio di 7–5, 2–6, 6–3

### Doppio
Hendrik Jan Davids /  Joost Winnink hanno battuto in finale  Patrick Baur /  Michael Geserer con il punteggio di 6–1, 6–2